# Marco De Gasperi
Marco De Gasperi (né le 5 avril 1977 à Bormio en Italie) est un athlète italien spécialiste de la course en montagne et du skyrunning. Il est quintuple champion du monde de course en montagne, champion d'Europe de course en montagne 2004 et champion d'Europe de skyrunning 2007. Il a remporté le Grand Prix WMRA 2001 et le classement Sky de la Skyrunner World Series 2017.

## Biographie

### Enfance et débuts en course en montagne
Marco commence le ski de fond à l'âge de 6 ans. Très motivé lors des entraînements, sa première course est une véritable catastrophe. Désavantagé par sa petite taille, il termine dernier. Toujours anxieux lors des compétitions, il délaisse ce sport à 10 ans et se met au ski-alpinisme avec son père et son cousin Michele Compagnoni et tombe amoureux des montagnes. À 12 ans, il rencontre Adriano Greco, le précurseur du skyrunning. Ce dernier l'inscrit dans son club d'athlétisme, l'Atletica Alta Valtellina, initiant ainsi Marco à la course de montagne. Il prend part à sa première compétition, une course de cross-country à 13 ans où il termine quatrième. C'est une véritable révélation pour lui. Il se rend compte que contrairement au ski de fond, il n'a pas à se battre pour ne pas terminer dernier mais au contraire peut se battre pour les premières positions. En 1993, à 16 ans, il reçoit une autorisation de son père pour participer à sa première épreuve de skyrunning, le Monte Rosa SkyMarathon où il termine dixième. Cette expérience le convainc de persévérer dans les sports de montagne.
La discipline du skyrunning n'étant encore qu'à ses débuts, il s'investit davantage en course en montagne où il démontre rapidement de bonnes performances. En 1995, il termine troisième des championnats d'Italie juniors de course en montagne et prend part à son premier Trophée mondial où il termine septième junior. L'année suivante, il décroche le titre de champion d'Italie junior en remportant les trois courses du calendrier et devient champion du monde junior de course en montagne à Telfes.

### 1997-2007: Les grands succès en course en montagne
Continuant sur sa lancée, il décroche la médaille de bronze pour sa première saison en senior lors des championnats d'Italie de course en montagne. Le 7 septembre 1997 à Úpice, il remporte le titre de champion du monde de course en montagne en battant son compatriote Davide Milesi.
Le 5 juillet 1998, il suit de près le duel entre Antonio Molinari et Andrew Pearson lors du Trophée européen de course en montagne à Sestrières et termine sur la troisième marche du podium.
Le 19 septembre 1999 à Kota Kinabalu, il livre un duel serré avec le champion du monde 1998 Jonathan Wyatt. Ce dernier prend l'avantage dans le dernier tour mais craque à 600 m de l'arrivée, permettant à Marco de remporter son deuxième titre mondial.
En 2000, il rejoint le Corps forestier d'État grâce auquel il reçoit du soutien pour sa carrière avec sa division sportive Gruppo Sportivo Forestale mais qui lui garantit également un poste de garde forestier après sa carrière sportive.
Il remporte son troisième titre de champion du monde de course en montagne le 16 septembre 2001 à Arta Terme en battant de peu son compatriote Emanuele Manzi et s'impose comme le spécialiste des parcours en montée et descente tandis que Jonathan Wyatt se profile comme le spécialiste de la montée,. Marco remporte également la course du Snowdon et termine deuxième à Šmarna Gora, lui permettant de remporter le Grand Prix WMRA 2001 pour 5 points devant Wyatt.
Lors des championnats d'Europe de course en montagne 2002 à Câmara de Lobos, il se fait battre par le Suisse Alexis Gex-Fabry alors que le Turc Abdülkadir Türk, parti en tête sur un rythme soutenu, termine sur la troisième marche du podium. Il remporte le premier de ses trois titres d'affilée de champion d'Italie de course en montagne.
En 2003, il remporte la victoire au kilomètre vertical Face de Bellevarde en établissant le record du parcours en 34 min 51 s. Le 20 septembre, il s'élance en tant que grand favori lors du Trophée mondial à Girdwood mais doit résister aux assauts du jeune Florian Heinzle pour aller chercher son quatrième titre mondial.
À Korbielów le 4 juillet 2004, il se retrouve à nouveau face à Florian Heinzle mais effectue une excellente course pour remporter la victoire avec une minute d'avance et enfin décrocher le titre de champion d'Europe de course en montagne. L'année suivante à Heiligenblut, son duel avec l'Autrichien est perturbé par l'Allemand Helmut Schießl qui vient s'immiscer entre les deux. Marco termine sur la troisième marche du podium.
Le 1er septembre 2006, malgré de mauvaises sensations, il parvient à remporter le kilomètre vertical des SkyGames à Vallnord en battant Agustí Roc Amador et Ricardo Mejía.
Le 10 juin 2007, il bat le record du parcours de la SkyRace Valmalenco-Valposchiavo en 2 h 32 min 3 s et devient le premier champion d'Europe de skyrunning. Le 8 juillet à Cauterets, il termine sur la deuxième marche du podium des championnats d'Europe de course en montagne, se faisant battre par le Turc Ahmet Arslan. Le 15 septembre, il confirme ses qualités de bon descendeur en remportant son cinquième titre de champion du monde de course en montagne à Ovronnaz, battant les Érytréens Tesfay Felfele et Ermias Tesfazghi. Le 21 octobre, il remporte sa quatrième victoire au Trophée Vanoni qui compte pour les championnats d'Italie de course de relais en montagne. Il remporte le quatrième de ses sept titres. Avec ses collègues du G.S. Forestale Marco Rinaldi et Emanuele Manzi, il éclipse de près de 30 secondes le précédent record de la course établi en 1986 par l'équipe de l'Alitrans Verona, le portant à 1 h 28 min 55 s.

### 2008-2019: Skyrunning et ultra-trail

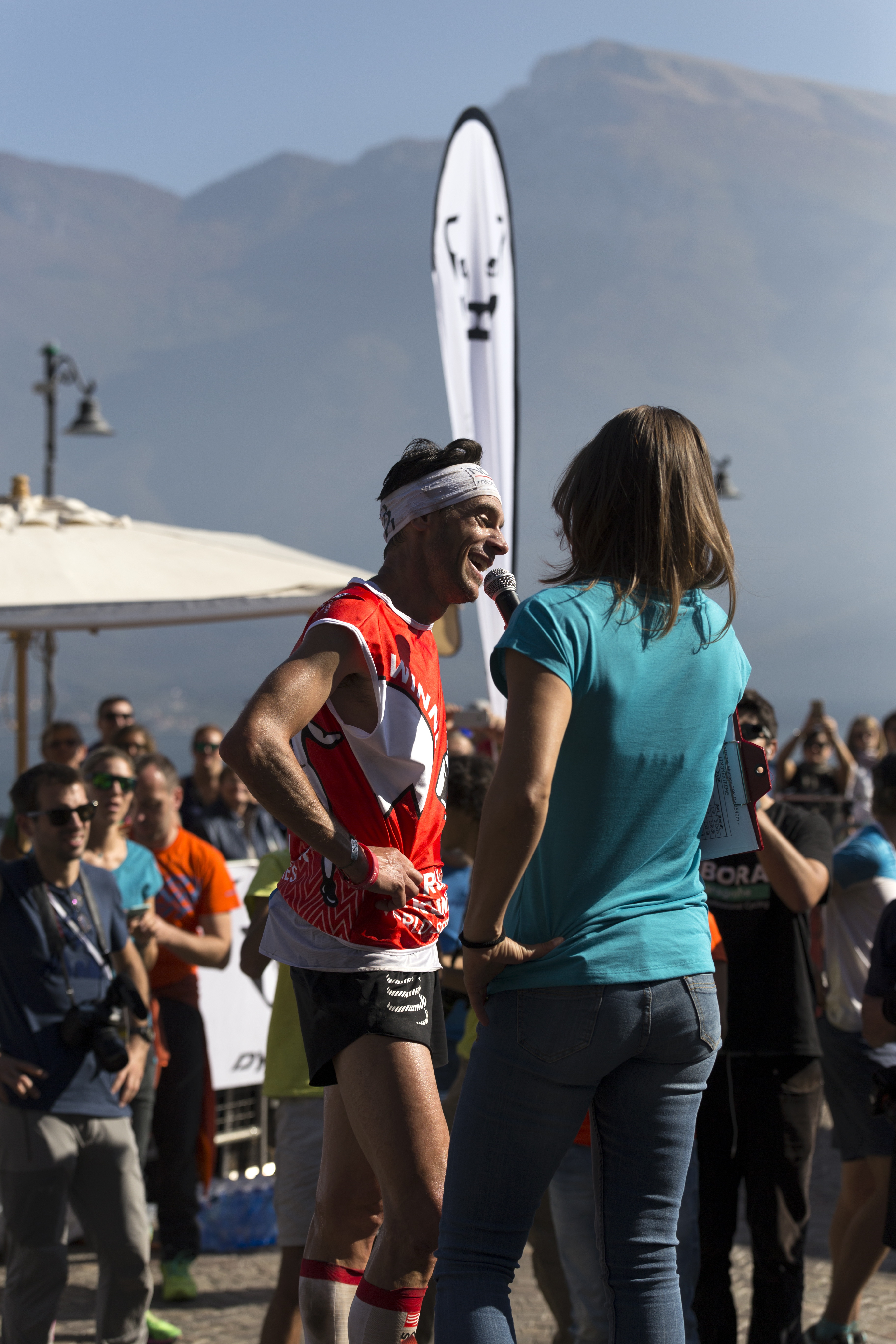
Marco de Gasperi vainqueur de la Limone Extreme SkyRace 2017.

Il décroche la médaille de bronze aux championnats d'Europe de course en montagne 2008 à Zell am Harmersbach. Le 20 juillet, il remporte le kilomètre vertical Chiavenna-Lagùnc en 31 min 42 s 9, établissant un nouveau record du monde de la discipline. Le 10 août, il participe pour la première fois à Sierre-Zinal. Annoncé comme favori, il ne déçoit pas et remporte la victoire avec le deuxième temps de l'histoire en 2 h 30 min 50 s. Il affronte pour la première fois Kílian Jornet, la révélation de la Skyrunner World Series 2007, lors de la course Balmaseda-Kolitza-Balmaseda, courue en contre-la-montre. Marco s'impose mais réalise le potentiel de Kílian avec lequel il s'affronte à de nombreuses reprises par la suite.
Alors qu'Ahmet Arslan décroche son troisième titre européen d'affilée, Marco remporte sa troisième médaille d'argent individuelle aux championnats d'Europe de course en montagne 2009 à Telfes. Sa compagne Elisa Desco est contrôlée positive à l'EPO et perd son titre de championne du monde de course en montagne 2009 bien qu'elle se déclare innocente. Marco y voit une machination le visant à le discréditer, étant donné ses nombreux désaccords avec l'Association mondiale de course en montagne.
Le 4 juillet 2010, lors des Championnats d'Europe de course en montagne à Sapareva Banya, il décroche sa quatrième médaille de bronze individuelle. Le 25 juillet, il termine deuxième du Giir di Mont à plus de 3 minutes derrière Kílian Jornet mais plus de 6 minutes devant Luis Alberto Hernando. La course accueillant la première édition des championnats du monde de skyrunning, Marco décroche la médaille d'argent sur l'épreuve du SkyMarathon. Le 11 septembre, il s'impose au marathon de la Jungfrau avec plus de 6 minutes d'avance sur Marc Lauenstein. Le 24 octobre, il remporte sa deuxième victoire au Mount Kinabalu Climbathon et établit un nouveau record du parcours en 2 h 33 min 56 s.
Il fait son retour à Sierre-Zinal en 2011 et prive Kílian Jornet d'une troisième victoire en se rapprochant du record de Jonathan Wyatt avec un temps de 2 h 30 min 18 s. Lors de l'épreuve du kilomètre vertical des championnats d'Europe de skyrunning, il termine troisième derrière ses compatriotes Urban Zemmer et Nicola Golinelli.
Il remporte son troisième succès à Sierre-Zinal le 12 août 2012. Il remporte la victoire aux kilomètres verticaux d'Orobie et du Valgoglio lui permettant ainsi de décrocher le titre de la spécialité aux championnats italiens de skyrunning.
Le 21 juin 2013, il se livre à un intense duel avec Kílian Jornet lors de la Dolomites SkyRace comptant comme épreuve des championnats d'Europe de skyrunning. Ne laissant aucun répit au Catalan, Marco le pousse sur un rythme soutenu pour terminer la course avec un nouveau record de 2 h 0 min 11 s. Marco termine 3 secondes derrière, également sous la marque du précédent record.
En février 2014, il fait ses débuts en ultra-trail et remporte le trail par étapes de 100 km El Cruce Columbia. Le 27 juillet, il remporte le 6 Comuni Presolana Trail avec une confortable avance de plus de 3 minutes sur Xavier Chevrier et décroche le titre de champion d'Italie de course en montagne longue distance.
En 2015, il abaisse le record d'aller-retour du Mont-Blanc depuis Courmayeur à 6 h 43 min 52 s, battant le précédent record de Fabio Meraldi.
Le 18 juin 2016, il prend le départ des championnats du monde de course en montagne longue distance à Podbrdo. D'abord menés par l'Américain Andy Wacker qui finit par abandonner, puis par le local Mitja Kosovelj, les coureurs italiens prennent l'avantage en fin de course. Alessandro Rambaldini s'impose devant Marco. Avec Fabio Ruga quatorzième, ils remportent également l'or par équipes.
En 2017, il se concentre sur la saison de la Skyrunner World Series. Il termine deuxième à Zegama-Aizkorri puis à la SkyRace Comapedrosa. Encouragé par ses bons résultats, il s'inscrit à la dernière minute au Matterhorn Ultraks 46K. Suivant de près l'Espagnol Aritz Egea, Marco finit par le doubler et franchit la ligne d'arrivée en tête en établissant un nouveau record du parcours en 4 h 42 min 32 s. Lors de la finale à la Limone Extreme SkyRace, il affronte Jan Margarit dans un duel serré pour la tête. Marco prend l'avantage dans la descente finale et s'impose avec un peu moins de 30 secondes d'avance. Ses quatre podiums dont deux victoires lui permettent de remporter le classement Sky de la Skyrunner World Series.
Il bat le record d'ascension et descente du mont Rose en 2018 avec un temps de 4 h 20 min 33 s, battant là encore Fabio Meraldi. Il termine quatrième de la Transvulcania et du CCC.
Le 13 juillet 2019, il termine deuxième du Dolomyths Run Sellaronda Ultra Trail derrière Franco Collé.

## Vie privée
Il est en couple avec Elisa Desco. Ils ont deux filles, nées en 2010 et 2017.
En 2020, il rejoint l'équipementier sportif Scarpa où il se voit offrir le poste de chef de marque de la branche trail running.

## Palmarès

### Course en montagne
| no  | masculin           | Course                                                      | Longueur | Départ            | Temps           |
| --- | ------------------ | ----------------------------------------------------------- | -------- | ----------------- | --------------- |
| 1re | Médaille d'or      | Scalata dello Zucco                                         | 11 km    | 13 juillet 1997   | 51 min 34 s     |
| 1re | Médaille d'or      | Trophée mondial de course en montagne                       | 11,4 km  | 7 septembre 1997  | 54 min 11 s     |
| 3e  | Médaille de bronze | Trophée européen de course en montagne                      | 13,2 km  | 5 juillet 1998    | 53 min 58 s     |
| 1re | Médaille d'or      | Trophée mondial de course en montagne                       | 12,5 km  | 19 septembre 1999 | 54 min 56 s     |
| 1re | Médaille d'or      | Course de Šmarna Gora                                       | 9,2 km   | 9 octobre 1999    | 39 min 34 s     |
| 2e  | Médaille d'argent  | Challenge Stellina                                          | 14,5 km  | 20 août 2000      | 1 h 20 min 37 s |
| 1re | Médaille d'or      | Course de Šmarna Gora                                       | 9,2 km   | 30 septembre 2000 | 41 min 7 s      |
| 7e  | 7e                 | Trophée européen de course en montagne                      | 9 km     | 1er juillet 2001  | 50 min 57 s     |
| 1re | Médaille d'or      | Scalata dello Zucco                                         | 11 km    | 8 juillet 2001    | 51 min 10 s     |
| 1re | Médaille d'or      | Course du Snowdon                                           | 15,35 km | 28 juillet 2001   | 1 h 5 min 51 s  |
| 1re | Médaille d'or      | Trophée mondial de course en montagne                       | 12,96 km | 16 septembre 2001 | 1 h 1 min 5 s   |
| 2e  | Médaille d'argent  | Course de Šmarna Gora                                       | 9,2 km   | 6 octobre 2001    | 40 min 22 s     |
| 2e  | Médaille d'argent  | Championnats d'Europe de course en montagne                 | 12 km    | 7 juillet 2002    | 56 min 55 s     |
| 1re | Médaille d'or      | Grand Prix Montagne Olimpiche                               | 12,54 km | 21 juillet 2002   | 44 min 56 s     |
| 9e  | 9e                 | Trophée mondial de course en montagne                       | 11,7 km  | 15 septembre 2002 | 1 h 1 min 3 s   |
| 2e  | Médaille d'argent  | Course de montagne du Hochfelln                             | 8,9 km   | 29 septembre 2002 | 42 min 32 s     |
| 2e  | Médaille d'argent  | Course de Šmarna Gora                                       | 9,2 km   | 5 octobre 2002    | 38 min 54 s     |
| 2e  | Médaille d'argent  | Course de Šmarna Gora                                       | 9,2 km   | 24 mai 2003       | 39 min 54 s     |
| 4e  | 4e                 | Championnats d'Europe de course en montagne                 | 13,5 km  | 6 juillet 2003    | 1 h 8 min 3 s   |
| 1re | Médaille d'or      | Mémorial Bianchi                                            | 9,5 km   | 27 juillet 2003   |                 |
| 1re | Médaille d'or      | Thyon-Dixence                                               | 16,35 km | 3 août 2003       | 1 h 9 min 36 s  |
| 1re | Médaille d'or      | Grand Prix Montagne Olimpiche                               | 12,54 km | 31 août 2002      | 44 min 34 s     |
| 1re | Médaille d'or      | Trophée mondial de course en montagne                       | 11,48 km | 21 septembre 2003 | 50 min 29 s     |
| 1re | Médaille d'or      | Championnats d'Europe de course en montagne                 | 10,3 km  | 4 juillet 2004    | 44 min 6 s      |
| 9e  | 9e                 | Trophée mondial de course en montagne                       | 10,14 km | 5 septembre 2004  | 51 min 42 s     |
| 3e  | Médaille de bronze | Championnats d'Europe de course en montagne                 | 12,95 km | 10 juillet 2005   | 1 h 12 min 35 s |
| 1re | Médaille d'or      | Grand Prix Montagne Olimpiche                               | 12,54 km | 31 juillet 2005   | 50 min 18 s     |
| 2e  | Médaille d'argent  | Course de montagne du Hochfelln                             | 8,9 km   | 25 septembre 2005 | 44 min 43 s     |
| 3e  | Médaille de bronze | Ascension du Monte Faudo                                    | 24,9 km  | 18 juin 2006      | 1 h 35 min 17 s |
| 1re | Médaille d'or      | Scalata dello Zucco                                         | 13 km    | 9 juillet 2006    | 1 h 2 min 7 s   |
| 5e  | 5e                 | Trophée mondial de course en montagne                       | 12 km    | 10 septembre 2006 | 58 min 2 s      |
| 1re | Médaille d'or      | Course de montagne du Hochfelln                             | 8,9 km   | 24 septembre 2006 | 43 min 13 s     |
| 2e  | Médaille d'argent  | Championnats d'Europe de course en montagne                 | 12,8 km  | 8 juillet 2007    | 1 h 8 min 50 s  |
| 1re | Médaille d'or      | Mémorial Bianchi                                            | 9,5 km   | 5 août 2007       | 36 min 41 s     |
| 1re | Médaille d'or      | Trophée mondial de course en montagne                       | 12,3 km  | 16 septembre 2007 | 51 min 50 s     |
| 3e  | Médaille de bronze | Championnats d'Europe de course en montagne                 | 12,8 km  | 12 juillet 2008   | 50 min 57 s     |
| 1re | Médaille d'or      | Mémorial Bianchi                                            | 9,5 km   | 3 août 2008       | 36 min 21 s     |
| 1re | Médaille d'or      | Sierre-Zinal                                                | 31 km    | 10 août 2008      | 2 h 30 min 50 s |
| 1re | Médaille d'or      | Course de montagne du Hochfelln                             | 8,9 km   | 28 septembre 2008 | 41 min 41 s     |
| 2e  | Médaille d'argent  | Championnats d'Europe de course en montagne                 | 11 km    | 12 juillet 2009   | 59 min 9 s      |
| 1re | Médaille d'or      | Mémorial Bianchi                                            | 9,5 km   | 2 août 2009       | 36 min 57 s     |
| 8e  | 8e                 | Championnats du monde de course en montagne                 | 13,2 km  | 6 septembre 2009  | 56 min 20 s     |
| 3e  | Médaille de bronze | Course de montagne du Hochfelln                             | 8,9 km   | 27 septembre 2009 | 43 min 42 s     |
| 3e  | Médaille de bronze | Course de Šmarna Gora                                       | 9,2 km   | 3 octobre 2009    | 40 min 16 s     |
| 1re | Médaille d'or      | Trophée Nasego                                              | 17 km    | 16 mai 2010       | 1 h 10 min 59 s |
| 3e  | Médaille de bronze | Championnats d'Europe de course en montagne                 | 12,2 km  | 4 juillet 2010    | 47 min 19 s     |
| 1re | Médaille d'or      | Mémorial Bianchi                                            | 9,5 km   | 1er août 2010     | 35 min 59 s     |
| 3e  | Médaille de bronze | Mémorial Partigiani Stellina                                | 11 km    | 22 août 2010      | 1 h 5 min 37 s  |
| 1re | Médaille d'or      | Marathon de la Jungfrau                                     | 42,2 km  | 11 septembre 2010 | 2 h 56 min 42 s |
| 1re | Médaille d'or      | Trophée Nasego                                              | 17 km    | 15 mai 2011       | 1 h 12 min 44 s |
| 2e  | Médaille d'argent  | Neirivue-Moléson                                            | 10,3 km  | 18 juin 2011      | 42 min 22 s     |
| 2e  | Médaille d'argent  | Mémorial Bianchi                                            | 9,5 km   | 7 août 2011       | 36 min 6 s      |
| 1re | Médaille d'or      | Sierre-Zinal                                                | 31 km    | 14 août 2011      | 2 h 30 min 18 s |
| 5e  | 5e                 | Championnats du monde de course en montagne                 | 13,07 km | 11 septembre 2011 | 54 min 33 s     |
| 2e  | Médaille d'argent  | Course de montagne du Hochfelln                             | 8,9 km   | 25 septembre 2011 | 43 min 41 s     |
| 1re | Médaille d'or      | Trophée Nasego                                              | 17 km    | 20 mai 2012       | 1 h 13 min 25 s |
| 1re | Médaille d'or      | Course de côte de Cranmore                                  | 7,5 km   | 24 juin 2012      | 38 min 46 s     |
| 3e  | Médaille de bronze | Mémorial Bianchi                                            | 9,5 km   | 5 août 2012       | 36 min 51 s     |
| 1re | Médaille d'or      | Sierre-Zinal                                                | 31 km    | 12 août 2012      | 2 h 31 min 36 s |
| 7e  | 7e                 | Championnats du monde de course en montagne                 | 14,1 km  | 2 septembre 2012  | 1 h 5 min 10 s  |
| 2e  | Médaille d'argent  | Marathon du Mont-Blanc                                      | 42,2 km  | 28 juin 2013      | 3 h 31 min 42 s |
| 3e  | Médaille de bronze | Course Montreux-Les-Rochers-de-Naye                         | 18,8 km  | 7 juillet 2013    | 1 h 30 min 22 s |
| 2e  | Médaille d'argent  | Fletta Trail                                                | 21 km    | 28 juillet 2013   | 1 h 28 min 37 s |
| 1re | Médaille d'or      | K42 Adventure Marathon                                      | 42 km    | 15 novembre 2014  | 3 h 23 min 39 s |
| 2e  | Médaille d'argent  | K42 Adventure Marathon                                      | 42 km    | 14 novembre 2015  | 3 h 20 min 20 s |
| 2e  | Médaille d'argent  | Championnats du monde de course en montagne longue distance | 42,2 km  | 18 juin 2016      | 3 h 46 min 12 s |
| 8e  | 8e                 | Sierre-Zinal                                                | 31 km    | 13 août 2017      | 2 h 37 min 48 s |

### Skyrunning
| no  | masculin           | Course                                                   | Longueur | Départ             | Temps           |
| --- | ------------------ | -------------------------------------------------------- | -------- | ------------------ | --------------- |
| 1re | Médaille d'or      | U.S. Vertical Kilometer                                  | 5 km     | 20 juin 1999       | 38 min 37 s     |
| 1re | Médaille d'or      | Kilomètre vertical Chiavenna-Lagùnc                      | 3,4 km   | 29 juillet 2001    | 36 min 0 s      |
| 1re | Médaille d'or      | Mount Kinabalu Climbathon                                | 21 km    | 5 octobre 2003     | 2 h 36 min 59 s |
| 1re | Médaille d'or      | SkyGames - Kilomètre vertical                            | 3 km     | 1er septembre 2006 | 42 min 50 s     |
| 1re | Médaille d'or      | Championnats d'Europe de skyrunning - SkyRace            | 22 km    | 10 juillet 2007    | 2 h 32 min 3 s  |
| 1re | Médaille d'or      | Kilomètre vertical Chiavenna-Lagùnc                      | 3,3 km   | 20 juillet 2008    | 31 min 42 s     |
| 1re | Médaille d'or      | Kilomètre vertical Chiavenna-Lagùnc                      | 3,3 km   | 19 juillet 2009    | 32 min 25 s     |
| 2e  | Médaille d'argent  | Giir di Mont                                             | 32 km    | 25 juillet 2010    | 3 h 4 min 34 s  |
| 1re | Médaille d'or      | Mount Kinabalu Climbathon                                | 21 km    | 24 octobre 2010    | 2 h 33 min 56 s |
| 1re | Médaille d'or      | Kilomètre vertical Arles-sur-Tech                        | 4,8 km   | 8 mai 2011         | 37 min 3 s      |
| 2e  | Médaille d'argent  | Giir di Mont                                             | 32 km    | 31 juillet 2011    | 3 h 3 min 43 s  |
| 1re | Médaille d'or      | Anboto Kilometro Bertikala                               | 3,8 km   | 1er octobre 2011   | 37 min 14 s     |
| 2e  | Médaille d'argent  | Mount Kinabalu Climbathon                                | 21 km    | 23 octobre 2011    | 2 h 37 min 48 s |
| 3e  | Médaille de bronze | Championnats d'Europe de skyrunning - Kilomètre vertical | 3,6 km   | 5 novembre 2011    | 37 min 51 s     |
| 1re | Médaille d'or      | Carrera Alto Sil                                         | 29 km    | 18 mars 2012       | 2 h 20 min 2 s  |
| 1re | Médaille d'or      | Elbrus Vertical                                          | 3,85 km  | 7 mai 2012         | 44 min 39 s     |
| 1re | Médaille d'or      | Limone Extreme SkyRace                                   | 23,5 km  | 21 octobre 2012    | 2 h 13 min 34 s |
| 1re | Médaille d'or      | SkyRace Alta Valtellina                                  | 20,8 km  | 16 juin 2013       | 1 h 38 min 28 s |
| 2e  | Médaille d'argent  | Kilomètre vertical Chiavenna-Lagùnc                      | 3,3 km   | 14 juillet 2013    | 32 min 41 s     |
| 2e  | Médaille d'argent  | Championnats d'Europe de skyrunning - SkyRace            | 22 km    | 21 juillet 2013    | 2 h 0 min 14 s  |
| 1re | Médaille d'or      | Elbrus Vertical SkyMarathon                              | 14 km    | 9 mai 2014         | 3 h 3 min 55 s  |
| 2e  | Médaille d'argent  | Zegama-Aizkorri                                          | 42,2 km  | 25 mai 2014        | 3 h 50 min 38 s |
| 2e  | Médaille d'argent  | Championnats d'Italie de kilomètre vertical              | 3,4 km   | 26 juillet 2014    | 34 min 37 s     |
| 3e  | Médaille de bronze | Kilomètre vertical Chiavenna-Lagùnc                      | 3,3 km   | 28 septembre 2014  | 33 min 16 s     |
| 1re | Médaille d'or      | SkyRace Alta Valtellina                                  | 20,8 km  | 14 juin 2015       | 1 h 34 min 30 s |
| 3e  | Médaille de bronze | The Rut 25K                                              | 25 km    | 5 septembre 2015   | 3 h 1 min 33 s  |
| 2e  | Médaille d'argent  | Trophée Kima                                             | 52 km    | 27 août 2016       | 6 h 12 min 9 s  |
| 2e  | Médaille d'argent  | Zegama-Aizkorri                                          | 42,2 km  | 28 mai 2017        | 3 h 48 min 20 s |
| 3e  | Médaille de bronze | SkyRace Alta Valtellina                                  | 20,8 km  | 25 juin 2017       | 1 h 35 min 13 s |
| 1re | Médaille d'or      | SkyMarathon Sentiero 4 Luglio                            | 42,2 km  | 2 juillet 2017     | 4 h 16 min 46 s |
| 1re | Médaille d'or      | Pizzo Stella SkyRace                                     | 35 km    | 9 juillet 2017     | 3 h 42 min 46 s |
| 3e  | Médaille de bronze | Dolomites SkyRace                                        | 22 km    | 22 juillet 2017    | 2 h 7 min 5 s   |
| 2e  | Médaille d'argent  | SkyRace Comapedrosa                                      | 21 km    | 30 juillet 2017    | 2 h 41 min 50 s |
| 1re | Médaille d'or      | Matterhorn Ultraks 46K                                   | 46 km    | 26 août 2017       | 4 h 42 min 32 s |
| 1re | Médaille d'or      | Limone Extreme SkyRace                                   | 29 km    | 14 octobre 2017    | 3 h 7 min 32 s  |

### Trail
| no  | masculin          | Course                                | Longueur | Départ          | Temps            |
| --- | ----------------- | ------------------------------------- | -------- | --------------- | ---------------- |
| 1re | Médaille d'or     | El Cruce Columbia                     | 100 km   | 7 février 2014  | 6 h 34 min 10 s  |
| 1re | Médaille d'or     | Trail du Colorado                     | 38 km    | 1er juin 2014   | 3 h 18 min 41 s  |
| 1re | Médaille d'or     | El Cruce Columbia                     | 100 km   | 10 février 2016 | 8 h 18 min 48 s  |
| 1re | Médaille d'or     | Pacifik Trail                         | 63 km    | 20 mars 2016    | 6 h 10 min 32 s  |
| 4e  | 4e                | Transvulcania                         | 74,3 km  | 12 mai 2018     | 7 h 44 min 26 s  |
| 4e  | 4e                | CCC                                   | 101 km   | 31 août 2018    | 11 h 21 min 15 s |
| 2e  | Médaille d'argent | Dolomyths Run - Sellaronda Ultratrail | 61,5 km  | 13 juillet 2019 | 6 h 20 min 2 s   |